# Hydrellia biloxiae
Hydrellia biloxiae är en tvåvingeart som beskrevs av Deonier 1971. Hydrellia biloxiae ingår i släktet Hydrellia och familjen vattenflugor.
Artens utbredningsområde är Mississippi. Inga underarter finns listade i Catalogue of Life.